# Terminalis superba
Terminalis superba là một loài thực vật có hoa trong họ Măng tây. Loài này được Engler & Diels miêu tả khoa học đầu tiên.